# Гусова (Прага)
Гусова (чеш. Husova) — улица в центре Праги, находится в Старом городе. Соединяет Вифлеемскую площадь с Марианской. Названа в честь проповедника Яна из Гусинца.

## География
Улица Гусова начинается от Марианской площади и идёт в южном направлении. Пересекает улицу Карлова, выходит к Вифлеемской площади. Общая протяжённость улицы составляет более 300 м. 

## История
С средневековья улица была основным путём из Пражского града в Вышеград, тогда она считалась улицей с наибольшей плотностью церквей в Праге.
Первым названием улицы было «Вышеградская», поскольку она вела к Вышеграду. В 14 — 16 веках улица называлась «У Святого Жилии» в честь костёла Святого Джили.
С 17 века использовалось название Доминиканская — по находящемуся на улице Доминиканскому монастырю. Современное название употребляется с 1870 года.

## Здания и сооружения
На улице находятся:
- Дом 1 — «У Зелёного винограда»;
- Дом 2 — «Дом «У Сладких»»;
- Дом 3 — Вифлеемская часовня;
- Дом 7 — Хохбергский дворец[чеш.].